# سوزان آنتون
 سوزان آنتون (انگلیسی: Susan Anton؛ زادهٔ ۱۲ اکتبر ۱۹۵۰) یک هنرپیشه، و خواننده اهل ایالات متحده آمریکا است.